# Vicente Blasco Ibáñez
Vicente Blasco Ibáñez (29. ledna 1867, Valencie – 28. ledna 1928, Menton, Francie) byl španělský romanopisec, dramatik a memoárista. Spolu s Emilií Pardo-Bazánovou je hlavním představitelem španělského naturalismu.

## Život
Blasco Ibáñez vystudoval roku 1888 práva na univerzitě ve Valencii, ale advokátskou praxi nevykonával. Věnoval se veřejné a politické činnosti a patřil k čelným představitelům republikánského hnutí a k zásadním odpůrcům monarchismu. V roce 1896 patřil k organizátorům demonstrací ve Valencii namířených proti koloniální válce, kterou vedlo Španělsko na Kubě. Demonstrace vedly k ostrým srážkám protestujících s armádou a v důsledku toho se musel Blasco Ibáñez uchýlit do Itálie. Po návratu domů byl odsouzen ke čtyřem rokům vězení, ale po pár měsících byl propuštěn díky protestům intelektuálů po celé zemi. Roku 1906 obdržel Řád čestné legie. Po roce 1909 se však Blasco Ibáñez politice přestal věnovat a hodně cestoval (například absolvoval přednáškové turné po Jižní Americe). Po několika letech se opět vrátil do Evropy a usadil se v Paříži a později v Nice. Ve Francii také roku 1928 zemřel.
Ve svých dílech projevil Blasco Ibáñez živý smysl pro lokální kolorit rodné Valencie a pro palčivou sociální tematiku. Ovlivněn francouzským naturalismem zobrazil velmi přesvědčivým způsobem některé závažné problémy španělského venkovského i městského prostředí. Hrůzy první světové války pak odsoudil ve svém nejslavnějším románu Los cuatro jinetes del Apocalipsis (Čtyři příšerní jezdci z Apokalypsy) z roku 1916.

## Dílo

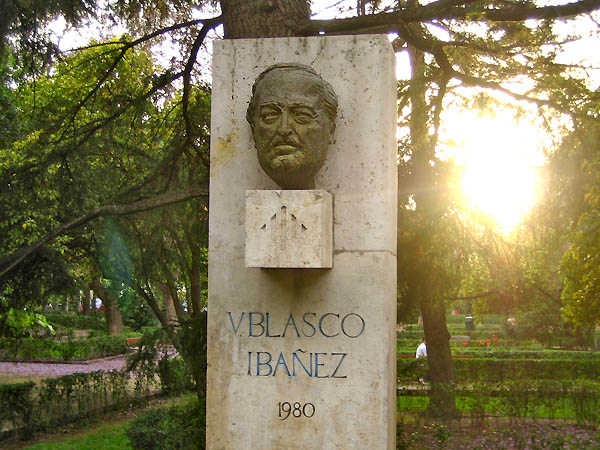
Spisovatelův pomník ve Valencii

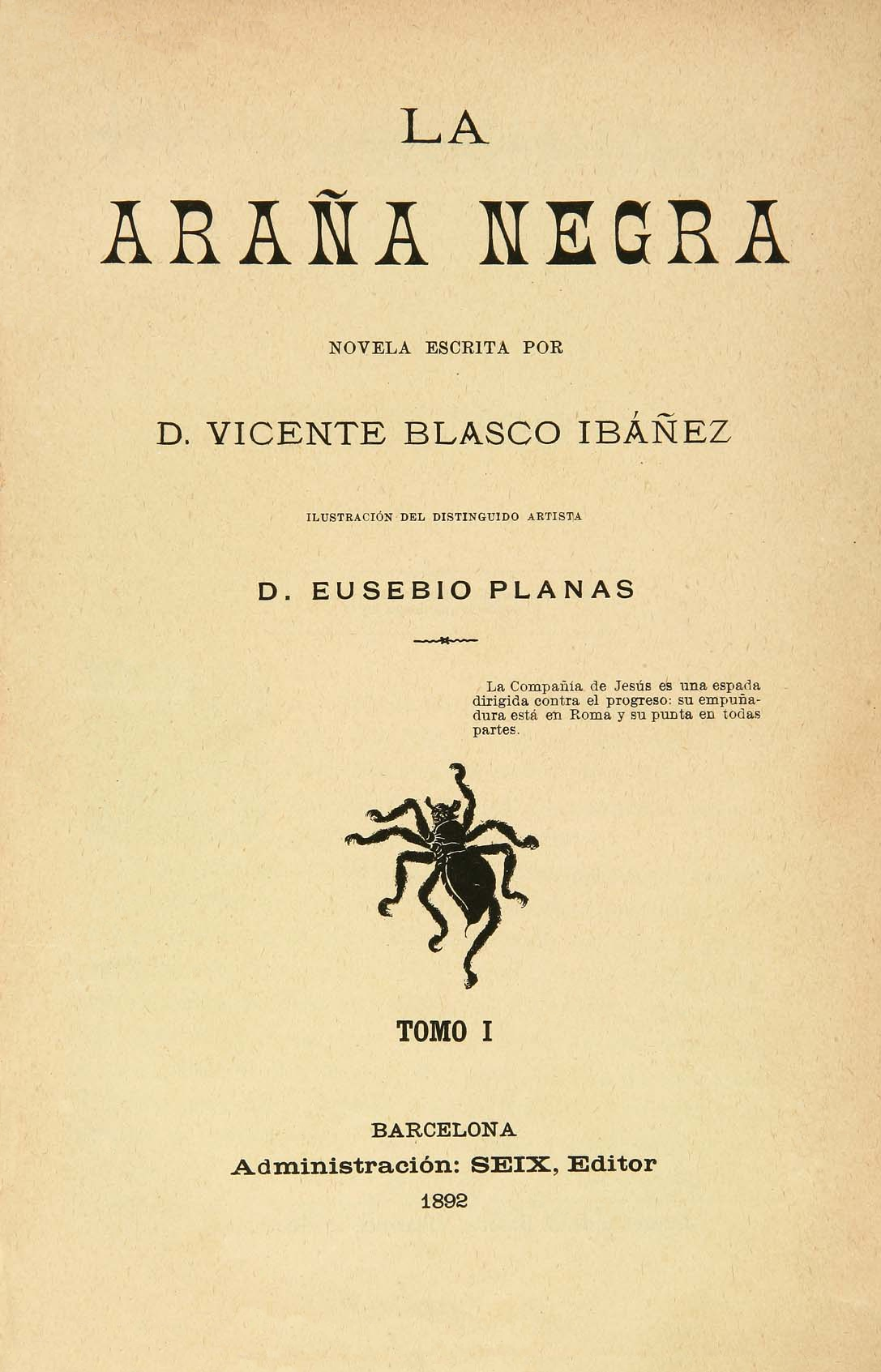
La araña negra (1892)

- La araña negra (1892, Černý pavouk), román vyprávějící příběh rodiny španělského šlechtice z počátku 19. století, který úzce souvisí s jezuity,
- Cuentos valencianos (1893, Valencijské povídky), sbírka povídek,
- Arroz y tartana (1894, Rýže a dvojkolka), román, česky jako Marná chlouba,
- Flor de mayo (1895, Májový květ), román,
- En el país del arte - tres meses en Italia (1896, V zemi umění – tři měsíce v Itálii), cestopis,
- La Barraca (1898, Chalupa), román,
- Entre naranjos (1900, Mezi oranžovníky), román,
- Sónnica la cortesana (1901, Kurtizána Sonnica), historický román z dob Hannibalových,
- Cañas y barro (1902, Rákos a bláto), román,
- La catedral (1903, Katedrála), román,
- El intruso. (1904, Vetřelec), román,
- La bodega (1905, Vinné sklepy), román zachycující nesnesitelný život zemědělských dělníků v okolí jihošpanělského města Jerezu na přelomu 19. a 20. století a svět těch, co žijí z jejich práce – aristokracie, městské buržoasie a statkářů. Ústředním dějovým motivem knihy je povstání andaluských bezzemků a zemědělských dělníků proti majitelům vinic a latifundistům a proti jejich v podstatě feudálnímu útlaku.
- La horda (1905, Horda), román,
- La Maja desnuda (1906, Nahá Maja), psychologický román (česky jako Nahota), odkazující se názvem na slavný obraz Francisca Goy, vypráví příběh chudého muže, který se stane slavným malířem, a líčí jeho dobrodružství s ženami v Římě, Paříži a v Madridu.
- Sangre y arena (1908, Krev a písek), román z prostředí španělských arén a býčích zápasů, zachycující příběh chudého chlapce, který v zápase s býky odvážným a sebevražedným riskováním a s přispěním štěstí dosáhne závratné kariéry slavného matadora a je zahrnut slávou a penězi, ovšem pouze do chvíle, kdy díky okamžité indispozici zaváhá.
- Los muertos mandan (1909, Mrtví poroučejí), román,
- Argentina y sus grandezas (1910, Argentina a její velikost), cestopis,
- Los argonautas (1914, Argonauti), román,
- Los cuatro jinetes del Apocalipsis (1916, Čtyři příšerní jezdci z Apokalypsy), román odehrávající se ve Francii v roce 1914 a líčící hrůzné události první světové války pohledem obyvatele neutrální země, který se ale jednoznačně postaví na stranu spojenců proti Německu. Vyprávění líčí osudy dvou spřízněných rodin, které se nakonec zúčastní bojů proti sobě a končí smrtí hlavního hrdiny, kterého zabije jeho německý bratranec. Vzápětí po jeho smrti se na obzoru objeví přízraky čtyř jezdců, kterými jsou Válka, Epidemie, Hladomor a Smrt.
- Mare Nostrum (1918), válečný román,
- Los enemigos de la mujer (1919, Nepřátelé žen), válečný román,
- La Tierra de Todos (1922, Země všech), román z Jižní Ameriky, česky jako Květ černé řeky,
- El paraíso de las mujeres(1922, Ráj žen, dobrodružný román,
- La reina Calafia (1923, Královna Calafia), dobrodružný román,
- La vuelta al mundo de un novelista (1924, Romanopiscova cesta kolem světa), cestopis, tři díly,
- Alphonse XIII démasqué 1924, Alfons XIII demaskován), publicistika,
- El papa del mar (1925, Námořský papež), historický román,
- A los pies de Venus 1926, U nohou Venušiných), historický román z doby Borgiů,
- El caballero de la Virgen (1929, Rytíř Panny Marie), historický, posmrtně publikovaný román, popisující osudy španělského mořeplavce a conquistadora z konce 15. století Alonsa de Hojedy.
- En busca del Gran Khan (1929, Hledání Gran Khan), historický román publikovaný posmrtně,
- El fantasma de las alas de oro (1930, Fantóm se zlatými křídly), dobrodružný román publikovaný posmrtně.

## Filmové adaptace

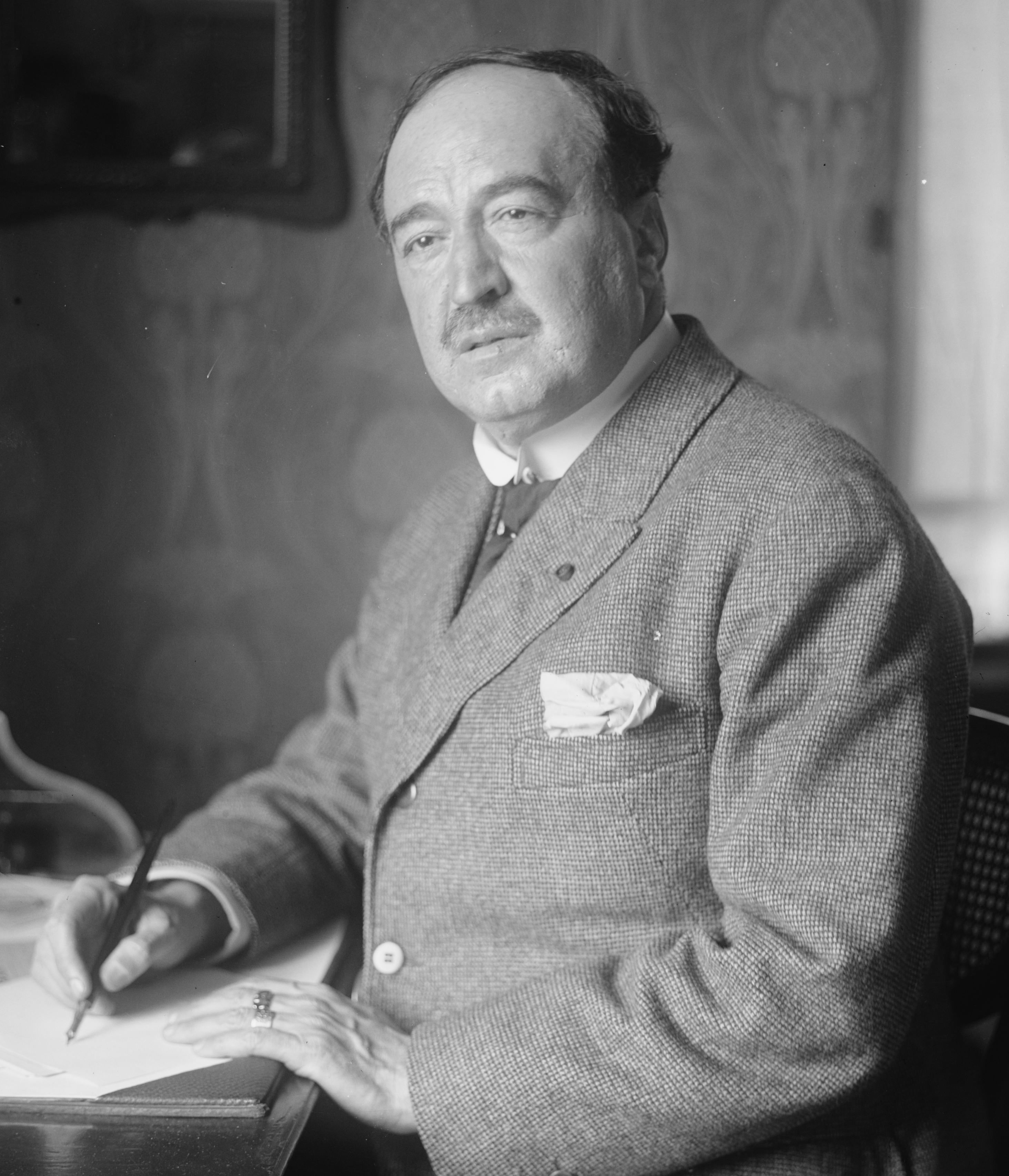
Vicente Blasco Ibáñez

- Tonto de la huerta (1913), španělský němý film podle románu La Barraca, režie José María Codina,
- La tierra de los naranjos (1914), španělský němý film podle románu Entre naranjos, režie Alberto Marro,
- Debout les morts! (1916), francouzský němý film podle románu Los cuatro jinetes del Apocalipsis, režie André Heuzé, Léonce Perret a Henri Pouctal,
- Sangre y arena (1917), španělský němý film, režie Ricardo de Baños,
- The Four Horsemen of the Apocalypse (1921), americký němý film podle románu Los cuatro jinetes del Apocalipsis, režie Rex Ingram, v hlavní roli Rudolph Valentino,
- Blood and Sand, (1922), americký němý film podle románu Sangre y arena, režie Fred Niblo, v hlavní roli Rudolph Valentino,
- Enemies of Women (1923), americký němý film podle románu Los enemigos de la mujer, režie Alan Crosland,
- The Torrent (1926), americký němý film podle románu Entre naranjos, režie Monta Bell, v hlavní roli Greta Garbo,
- The Temptress (1926), americký němý film podle románu La Tierra de Todos, režie Fred Niblo, v hlavní roli Greta Garbo,
- Mare Nostrum (1926), americký němý film, režie Rex Ingram,
- La bodega (1930), španělský němý film, režie Benito Perojo,
- Blood and Sand, (1941), americký film podle románu Sangre y arena, režie Rouben Mamoulian,
- La Barraca 1945), mexický film, režie Roberto Gavaldón,
- Mare Nostrum (1948), španělský film, režie Rafael Gil,
- Cañas y barro (1954), španělský film, režie Juan de Orduña,
- Flor de mayo 1959), mexický film, režie Roberto Gavaldón,
- The Four Horsemen of the Apocalypse (1962), americký film podle románu Los cuatro jinetes del Apocalipsis, režie Vincente Minnelli, v hlavní roli Glen Ford,
- Sangue e Areia (1968), brazislký televizní film podle románu Sangre y arena, režie Régis Cardoso a Daniel Filho,
- Cañas y barro (1978), španělský televizní seriál, režie Rafael Romero Marchent,
- La Barraca (1979), španělský televizní seriál, režie León Klimovsky,
- Sangre y arena (1989), španělsko-americký film, režie Javier Elorrieta, v jedné z hlavních rolí Sharon Stoneová,
- Entre naranjos (1998), španělský televizní seriál, režie Josefina Molina,
- Arroz y tartana (2003), španělský televizní film, režie José Antonio Escrivá,
- Flor de mayo (2008), španělský televizní film, režie José Antonio Escrivá.

## Česká vydání
- Chalupa, Nakladatelské družstvo Máje, Praha 1903, přeložil A. Pikhart,
- Marná chlouba, Nakladatelské družstvo Máje, Praha 1907, přeložil A. Pikhart,
- Nahota, Nakladatelské družstvo Máje, Praha 1910, přeložil A. Pikhart,
- Krev a písek, Karel Beníško, Plzeň 1920, přeložila Marie Votrubová-Haunerová,
- Mare Nostrum, Miloslav Nebeský, Praha 1923, přeložil Karel Vít-Veith, znovu 1925 a 1928.
- Kathedrála, Melantrich, Praha 1923, přeložil Karel Vít-Veith,
- Květ černé řeky, Miloslav Nebeský, Praha 1924, přeložil Karel Vít-Veith,
- Čtyři příšerní jezdci z Apokalypsy, Miloslav Nebeský, Praha 1924, přeložil Karel Vít-Veith, znovu 1927 a 1932.
- Kurtisána Sonnica, Miloslav Nebeský, Praha 1925, přeložil Karel Vít-Veith,
- Král Alfons XIII demaskován, Miloslav Nebeský, Praha 1925, přeložil Karel Vít-Veith,
- Nepřátelé žen, Miloslav Nebeský, Praha 1926, přeložil Karel Vít-Veith, znovu 1928,
- Královna Calafia, Miloslav Nebeský, Praha 1926, přeložil Karel Vít-Veith,
- Vinné sklepy, Miloslav Nebeský, Praha 1927, přeložil Karel Vít-Veith,
- Ráj žen, Miloslav Nebeský, Praha 1927, přeložil Karel Vít-Veith,
- Námořský papež, Josef R. Vilímek, Praha 1927, přeložil Karel Vít-Veith,
- Mrtvý poroučejí, A. Svěcný, Praha 1927, přeložil Karel Šěpánek,
- Květ májový, A. Svěcný, Praha 1927, přeložil Karel Šěpánek,
- V zemi umění - tři měsíce v Itálii, Šolc a Šimáček, Praha 1928, přeložil Karel Vít-Veith,
- U nohou Venušiných, Josef R. Vilímek, Praha 1928,
- Romanopiscova cesta kolem světa, Šolc a Šimáček, Praha 1928, přeložil Karel Vít-Veith, tři díly:
  - I. - Spojené státy severoamerické, Kuba, Panama, Havaj, Japonsko, Korea, Mandžusko,
  - II. - Čína, Makao, Hongkong, Filipiny, Java, Singapur, Birma, Kalkuta
  - III. - Indie, Ceylon, Sudan, Nubie, Egypt.
- Argonauti, Miloslav Nebeský, Praha 1928, přeložil Karel Štěpánek,
- Krev a písek, Šolc a Šimáček, Praha 1931, přeložil Karel Vít-Veith,
- Vinné sklepy, SNKLHU, Praha 1956, přeložil Václav Cibula,
- Krev a písek, Odeon, Praha 1969, přeložil Vladimír Králíček